# 청실홍실 (텔레비전 드라마)
《청실홍실》은 1977년 4월 2일부터 1977년 10월 8일까지 방영한 동양방송 주말연속극이다.

## 등장 인물
- 주요 인물
- 김세윤 : 나경수 역 - 동숙의 연인, 지선의 옛 애인
- 장미희 : 한지선 역 - 송 씨의 둘째 며느리, 경수의 옛 애인
- 정윤희 : 주동숙 역 - 주대영 사장과 오여사의 막내딸, 경수의 연인
- 동숙의 가족들
- 김성원 : 주대영 사장 역 - 동훈, 동숙 남매의 아버지, 오여사의 남편
- 전원주 : 오여사 역 - 동훈, 동숙 남매의 어머니, 주대영 사장의 아내
- 고강일 : 주동훈 역 - 주대영 사장과 오여사의 큰아들, 동숙의 오빠
- 지선의 시댁
- 서승희 : 은주 역
- 강부자 : 송 씨 역
- 백일섭 : 송 씨의 큰아들 역
- 허진 : 송 씨의 큰 며느리 역
- 문숙 : 송 씨의 막내딸 역
- 윤유선 : 송 씨의 손녀 역
- 그 외 인물
- 장미자
- 남윤정
- 허명자
- 조양자

## 제작진
- 극본: 조남사
- 기획·연출: 고성원
- 기술감독: 박신규
- 음향: 한종훈
- 영상: 서희근
- 녹화: 김오증
- 조명: 김태섭
- 미술감독: 장종선
- 타이틀: 김복균
- 소품: 이무영
- 분장: 전예출
- 의상: 최현순
- 음악·효과: 김기갑
- 주제가 작사: 조남사
- 작곡: 손석우
- 편곡: 안길웅
- 노래: 혜은이, 하수영
- 무대감독: 김인경
- 카메라: 한동화, 최인국, 고병호, 김근수
- 야외촬영: 함창기